# Jüdisches Krankenhaus (Czyste)

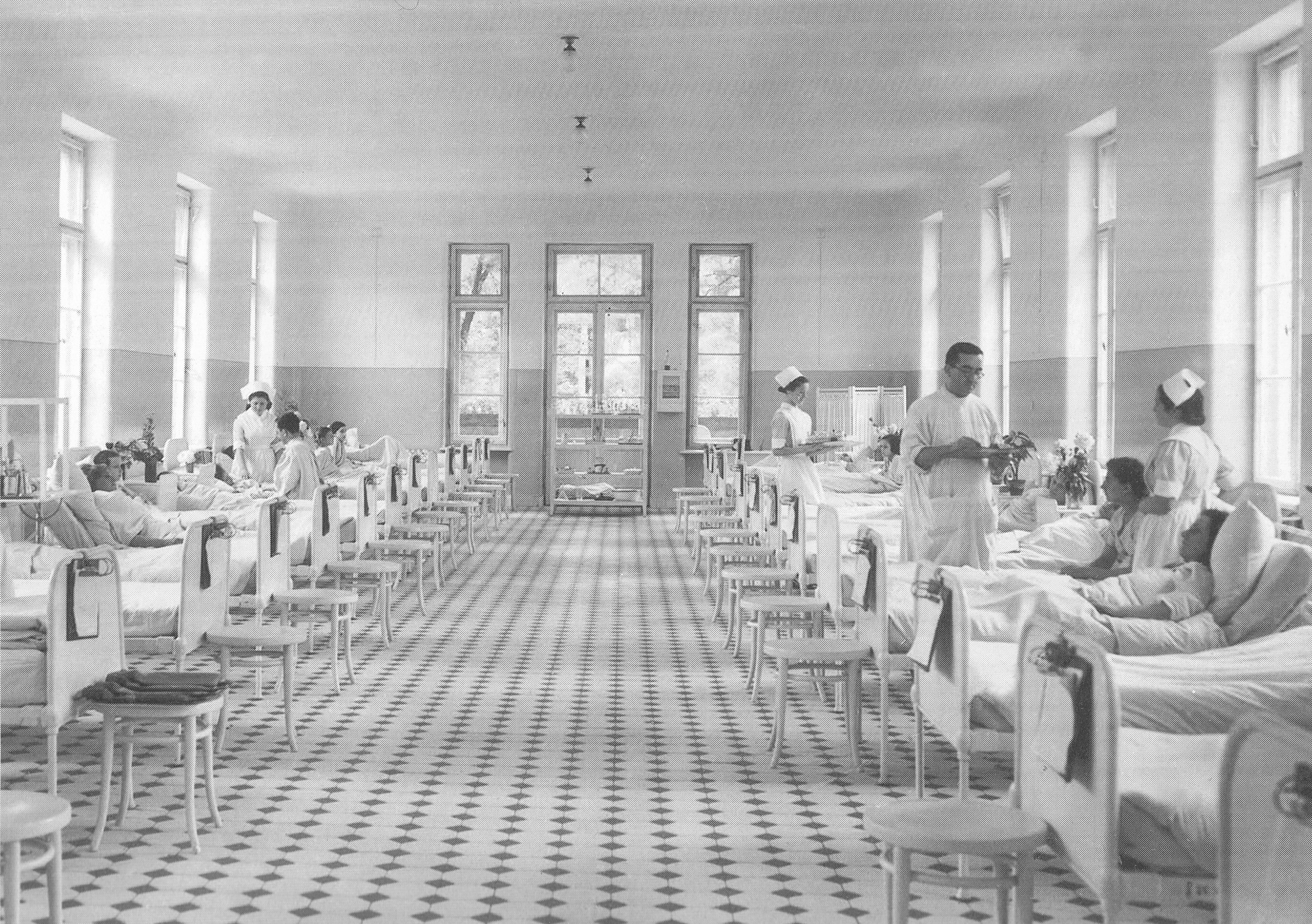
Das Jüdische Krankenhaus in Warschau (1939)

Das Jüdische Krankenhaus in Warschau, das Jüdische Krankenhaus in Czyste war eine jüdische medizinische Einrichtung in Warschau. Sie war von 1902 bis 1943 in Betrieb und galt als eines der besten und modernsten Krankenhäuser Polens.

## Anlage
Der gesamte Krankenhauskomplex bestand aus acht separaten Krankenhauspavillons mit den Abteilungen für: Chirurgie, Augenheilkunde, Gynäkologie, Haut- und Geschlechtskrankheiten, Pneumologie, Hals- und Ohrenheilkunde, Infektionskrankheiten, Innere Medizin, Neurologie, Psychiatrie und Geburtshilfe. Es gab auch ein Forschungslabor. Das Krankenhaus umfasste auch ein Verwaltungsgebäude, eine Synagoge, ein Vorbestattungshaus, Küchen, Wäschereien, Eishäuser, einen Heizraum, Kutschenhäuser, Pferdeställe, eine Desinfektionskammer, ein Lebensmittellager, ein Wohnhaus für Dienstboten, ein Genesungsheim und andere kleinere Gebäude. Insgesamt gab es 17 Gebäude für verschiedene Zwecke.

## Geschichte
Die Idee, ein neues jüdisches Krankenhaus zu bauen, entstand in den 1880er Jahren unter der Ärzten des Alten Jüdischen Krankenhauses, das unter Leitung von Józef Kinderfreund war.
Am 25. Juni 1883 veröffentlichte Zygmunt Kramsztyk in der Zeitung „Kurier Warszawski“ einen Artikel mit dem Titel „Nowy Szpital“ (deutsch: Ein neues Krankenhaus) in dem er ein Bauplan und Postulate betreffs des Baus eines neuen Krankenhauses vorstellte. Der Plan erhielt die Unterstützung der Warschauer Ärzte, der breiten Öffentlichkeit und der Warschauer Jüdischen Gemeinde, mit ihrem Vorsitzenden Ludwik Natanson an der Spitze.
Im April 1887 wurde das Komitee des Krankenhausbaus gegründet, das zuerst von Ludwik Natanson und nach Natansons Tod von Michał Berson geleitet wurde. Das Komitee war in die allgemeinen, medizinischen, finanziellen, technischen und juristischen Bereiche unterteilt. Im Juli 1887 fand die erste Sitzung des Komitees statt und es begann die Sammlung von Spenden für den Bau des Krankenhauses. Unter der Spendern waren bekannte Bürger der Stadt, jüdische Intelligenz und einfache Menschen.
Auf der Sitzung des Komitees am 26. Juni 1890 wurde beschlossen, dass das Krankenhaus auf den Grundstücken von Wielka Wola und Czyste errichtet werden sollte, die von den Eigentümern Biernacki, Rodkiewicz und Pieńkowski gekauft wurden. Das gesamte Grundstück hatte die Fläche von 6,7 ha. Der Plan wurde vom Warschauer Gemeinderat für öffentliche Wohltätigkeit im April 1983 genehmigt.
Der Bau des Krankenhauses begann feierlich im Mai 1894. Im Fundament der zukünftigen Synagoge des Krankenhauses wurde ein Grundstein hineingebaut und dort eine Dose hineingelegt, in der sich ein Pergamin mit einer kurzen Geschichte der Errichtung des Krankenhauses in polnischer und hebräischer Sprache sowie mehrere Warschauer Zeitschriften befanden. Das Krankenhaus wurde von Artur Goebel in Zusammenarbeit mit Czesław Domaniewski entworfen. Als Vorbild dienten die modernsten medizinischen Einrichtungen in Westeuropa.
Die erste Krankenhausabteilung – ein Pavillon für Geisteskranke – wurde im Januar 1898 eröffnet. Um die Ausstattung an Bettzeug, Bettwäsche und Kleidung kümmerte sich das sogenannte Komitee der Frauen, das dafür auch in der Zukunft in anderen Abteilungen verantwortlich war. Im Dezember 1898 gewährte der Vorstand der Jüdischen Gemeinde ein Darlehen in Höhe von 400.000 Rubel, um den Spendensammlung für die Fertigstellung und Ausstattung weiterer Gebäude zu beschleunigen.
Im April 1902 wurden die ersten Patienten ins Krankenhaus aufgenommen. Die feierliche Eröffnung der Einrichtung fand am 22. Juni desselben Jahres statt und begann mit einem Gottesdienst in der Synagoge des Krankenhauses. Michał Berson, der Vorsitzende des Komitees des Krankenhausbaus, und Zygmunt Kramsztyk, der Chefarzt des Krankenhauses, hielten die Reden. Die Baukosten des Krankenhauses betrugen über 1.200.000 Rubel.
Zu dieser Zeit war das Krankenhaus die modernste medizinische Einrichtung in Warschau. Zum ersten Mal in Polen wurden Niederdruck-Dampf-Zentralheizung, Gas- und Elektrolicht, Stromerzeugungsanlage sowie Lüftungs-, Kanalisations- und Wasserversorgungssystemen und ein eigener Brunnen eingerichtet.
Im Zusammenhang mit einem neuen Gesetz wurde das Krankenhaus der Verwaltung der Stadt Warschau am 1. November 1907 unterstellt. In den Jahren 1909–1911 entstand ein neuer zweistöckiger Pavillon für die Bedürfnisse der Abteilungen für Innere Medizin und Neurologie sowie wurde ein Physiotherapie-Labor eröffnet.

### Zwischenkriegszeit

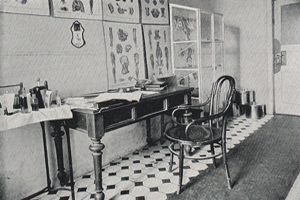
Ein Ärztezimmer im Jüdischen Krankenhaus in Czyste (1909)

In der Zwischenkriegszeit wurde am psychiatrischen Pavillon, dessen Patienten nach Choroszcz (eine Stadt im Powiat Białostocki in der Woiwodschaft Podlachien, in der Nähe von Białystok) verlegt wurden, ein neuer Teil angebaut und eine neue Abteilung für Tuberkulosekranken eröffnet. Ebenfalls entstand eine berühmte Krankenpflegeschule. Zu Beginn des Jahres 1922 wurde die erste Ausgabe der Vierteljahresschrift Kwartalnik Kliniczny Szpitala Starozakonnych (deutsch: Die medizinische Vierteljahresschrift des Jüdischen Krankenhauses) veröffentlicht, die Materialien aus wissenschaftlichen Treffen enthielt. In der zweiten Hälfte der 1930er Jahre wurde das Jüdische Krankenhaus zum größten geschlossenen medizinischen Zentrum der Hauptstadt. Im Jahre 1937 hatte es 1.100 Betten. Vor dem Ausbruch des Zweiten Weltkrieges betrug der Bettenstand bereits 1.500 Betten und das Krankenhaus beschäftigte 147 Ärzte, 119 Krankenschwestern und 6 Apotheker.

### Institut für Pathologie zu Ehren Dr. Flatau
Der Bau des Instituts für Pathologie begann 1923 nach den Plänen des Baumeisters Henryk Stifelman. Das Institut sollte eine Institution sein, die Zugang zu modernen diagnostischen und therapeutischen Techniken ermöglichte und der damals rasanten wissenschaftlichen Entwicklung der Medizin folgte. Anfangs wurden 6.000 Dollar vom Joint Distribution Committee für den Bau des Gebäudes erhalten und 28.000 Dollar unter den Warschauer Juden gesammelt. Dieses Geld ermöglichte die Errichtung eines Skeletts eines neuen Gebäudes im Jahre 1926. Es sollte eine Abteilung für pathologische Anatomie, eine Biologie- und Therapieabteilung, eine Abteilung für Chemie und Bakteriologie, ein Auditorium für 100 Personen und einen Lesesaal beherbergen. Einer der Gründer des Instituts für Pathologie war Edward Flatau. Das Institut wurde 1933, ein Jahr nach Flataus Tod, eröffnet und bekam den Namen „Institut für Pathologie zu Ehren Doktor Flatau“. Im August 1933 veröffentlichte die Zeitung „Nasz Przegląd Ilustrowany“ auf ihrer ersten Seite ein Foto mit dem Titel „Vor der Eröffnung der bedeutendsten jüdischen wissenschaftlichen Einrichtung in Warschau“ (pol. „Przed otwarciem najważniejszej żydowskiej placówki naukowej w Warszawie“), jedoch musste die Institution noch lange mit dem Mangel an finanziellen Mitteln kämpfen.

### Der Zweite Weltkrieg
Unmittelbar nach dem Überfall auf Polen wurde der Großteil des medizinischen Personals in die Polnische Armee eingezogen, was zu einem Personalmangel im Krankenhaus führte. Während der Bombenangriffe wurden der chirurgische Pavillon und alle Operationssäle zerstört. Andere Krankenhausabteilungen und die Küche wurden beschädigt. Gleichzeitig befand sich das Krankenhaus aufgrund seiner Lage wieder in der Frontlinie. Zur Zeit der Kapitulation Warschaus behandelte das Jüdische Krankenhaus 5.000 verwundete Soldaten und Zivilisten.
Im Auftrag der deutschen Besatzungsbehörden wurde das unter der Verwaltung des Magistrats stehende Krankenhaus an den Vorstand der Jüdischen Gemeinde übergeben und somit ausschließlich für Juden bestimmt. Daher mussten alle nichtjüdischen Patienten und Mitarbeiter das Krankenhaus verlassen und an ihrer Stelle wurden Hunderte von kranken und verletzten Juden aus anderen Krankenhäusern gebracht. Dies führte zu einer riesigen Überfüllung des Krankenhauses. Die Patienten wurden in den Korridoren, auf den Dachböden und auf den Boden gelegt.
Aufgrund der zunehmend schlechten Sanitärbedingungen brach im Spätherbst 1939 Fleckfieber aus und das Krankenhaus wurde für sechs Wochen völlig isoliert. Im Februar 1941 verlegten die deutschen Besatzungsbehörden aufgrund eines Beschlusses das Jüdische Krankenhaus in ein neues Hauptquartier in das Warschauer Ghetto, wo es bis 1943 betrieben wurde.
Von September 1939 bis Februar 1941 war die grausamste Zeit in der Geschichte des Krankenhauses. In den Abteilungen war es kalt und es fehlte an Essen, Medikamenten und Personal. Ab und zu gab es keine Strom-, Wasser- oder Gasversorgung. Das Krankenhaus war ständig überfüllt.
Während der Existenz des Ghettos führte eine Gruppe von jüdischen Ärzten die Forschung über Hunger. Ein Teil der Ergebnisse dieser Forschung wurde 1946 im Buch Hungerkrankheit. Klinische Studien über Hunger im Warschauer Ghetto im Jahre 1942 veröffentlicht.
Das Heilig-Geist-Krankenhaus und das Krankenhaus der Finanzbeamten wurden in die verlassenen Pavillons des Jüdischen Krankenhauses verlegt. Im Juni 1941, als der Deutsch-Sowjetische Krieg ausbrach, wurden beide Krankenhäuser zwangsgeräumt und an ihrer Stelle ein deutsches Lazarett eingerichtet.

### Nachkriegszeit
Nach dem Ende des Krieges wurde das Heilig-Geist-Krankenhaus wieder in die verlassenen Pavillons verlegt und später in Städtisches Krankenhaus Nr. 1 umbenannt. In den 1950er Jahren wurde auch das Wolski-Krankenhaus hierher verlegt. Es befindet sich hier bis heute.

## Ärzte des Krankenhauses in Czyste
- Adam Wizel, Assistent in der Abteilung für Neurologie (ab 1890)
- Samuel Goldflam, freiwilliger Arzt in der Abteilung für Neurologie (1922–1932)
- Edward Flatau, Oberarzt in der Abteilung für Neurologie ab 1904
- Zygmunt Kramsztyk, Chefarzt in den Jahren 1898–1904, Chefarzt in der Abteilung für Augenheilkunde ab 1879
- Teofil Simchowicz, freiwilliger Arzt (1904–1911) und Assistent (ab 1911) in der Abteilung für Neurologie
- Julian Rotstadt, Oberarzt in der Abteilung für Physio- und Mechanotherapie, Direktor des Krankenhauses im Jahre 1939
- Maurycy Bornsztajn, Oberarzt in der Abteilung für Psychiatrie (ab 1908)
- Orko Sołowiejczyk, Assistenzarzt in der Abteilung für Chirurgie (ab 1898)
- Juliusz Mutermilch, Oberarzt in der Abteilung für Augenheilkunde
- Gerszon Lewin, Oberarzt in der Abteilung für Innere Medizin (ab ca. 1918)
- Wilhelm Rubin, Assistenzarzt
- Stanisław Klajn, Oberarzt in der Abteilung für Innere Medizin
- Leon Lipszowicz, freiwilliger Arzt in der Abteilung für Neurologie
- Ignacy Sznajderman, Assistenzarzt in der Abteilung für Neurologie
- Ludwik Eliasz Bregman, Oberarzt in der Abteilung für Neurologie
- Bronisław Berek Karbowski, Oberarzt in der Abteilung für Hals- und Ohrenheilkunde (1933–1939)
- Władysław Sterling, Oberarzt in der Abteilung für Neurologie nach 1932
- Adam Zamenhof, Oberarzt in der Abteilung für Augenheilkunde, Direktor des Krankenhauses (ab 1939)
- Natan Mesz, Oberarzt in der Abteilung für Röntgenologie (ab 1918)
- Józef Stefan Szper, Oberarzt in der Abteilung für Chirurgie (ab 1934)
- Wiktor Arkin, Arzt in der Abteilung für Augenheilkunde von 1923 bis 1940
- Stanisław Leopold Lubliner, Hals-Nasen-Ohren-Arzt und Lungenspezialist bis 1937[5]
- Kamilla Horwitz[6]